# An Yulong
An Yulong (23 luglio 1978) è un ex pattinatore di short track cinese.

## Palmarès

### Olimpiadi
- 3 medaglie:
  - 1 argento (500 m a Nagano 1998).
  - 2 bronzi (staffetta a Nagano 1998 e staffetta a Salt Lake City 2002).

### Campionati mondiali
- 5 medaglie:
  - 2 ori (5000 m staffeta a Sofia 1999 e a Sheffield 2000).
  - 1 argento (1000 m a Sheffield 2000).
  - 2 bronzi (5000 m staffetta a Vienna 1998 e a Jeonju 2001).